# جوشوا جاي
جوشوا جاي (بالإنجليزية: Joshua Jay)‏ هو ساحر استعراضي ومحاضر أمريكي، ولد في 30 أكتوبر 1981 في كانتون في الولايات المتحدة.